# 木本源吉

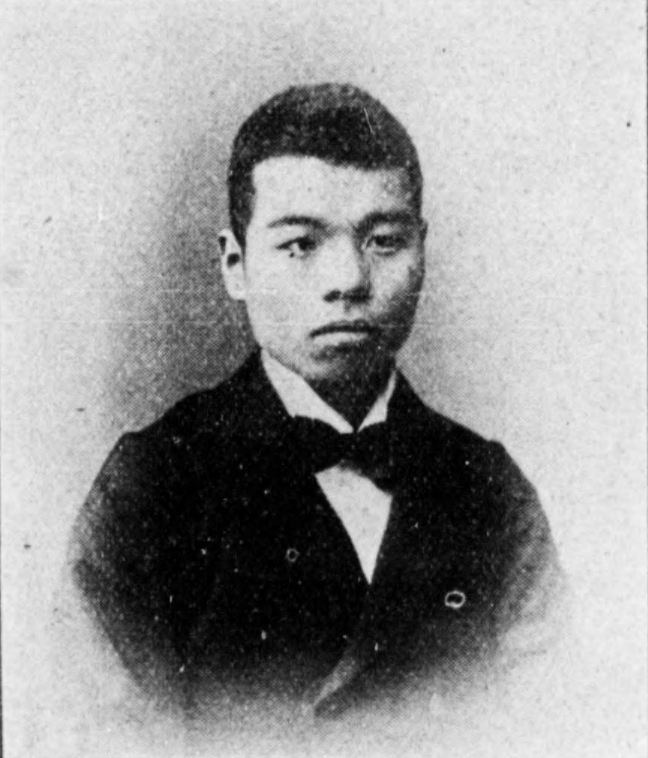
木本源吉

木本 源吉（きもと げんきち、1872年6月15日（明治5年5月10日）- 1944年（昭和19年）1月5日）は、明治から昭和前期の実業家、政治家。衆議院議員、貴族院多額納税者議員、奈良県奈良市長。

## 経歴
奈良県添上郡紀寺村（奈良町を経て現奈良市）で、豪農・木本孫治郎の長男として生まれる。同志社政法学校で経済を学んだ。
帰郷して家業に従事し、1910年（明治43年）8月、家督を相続した。奈良銀行頭取、産業銀行頭取、奈良県農工銀行取締役、日本勧業銀行地方顧問、奈良実業協会会長、奈良県実業連合会会長、奈良教育会会長、兵事会会長、日本赤十字社奈良委員長、大日本武徳会地方委員、恩賜財団済生会評議員、大和山岳会長などを務めた。
政界では、奈良市会議員、同参事会員に就任。1902年（明治35年）8月、第7回衆議院議員総選挙に奈良県奈良市から出馬して当選し、次の第8回総選挙でも再選され、衆議院議員を連続2期務めた。この間、衆議院議員選挙法改正調整会委員を務めた。1908年（明治41年）4月、奈良市長に就任し、1911年（明治44年）10月まで務めた。同年、貴族院多額納税者議員に互選され、同年9月29日から1918年（大正7年）9月28日まで在任した。

## 親族
- 義弟 浅田恵一（宮内官僚、妹スガの夫）[7]